# フロム・ナウ・オン (グレン・ヒューズのアルバム)
『フロム・ナウ・オン』（原題：From Now On...）は、イギリスのハードロック・ミュージシャン、グレン・ヒューズが1994年に発表した、ソロ名義では3作目のスタジオ・アルバム。

## 背景
ヒューズは1993年、元ヨーロッパのミック・ミカエリとジョン・レヴィンらを迎えて自身のバンドを結成し、本作のレコーディングに着手した。1993年11月まではヘンポ・ヒルデン（元ジョン・ノーラム・バンド）がドラマーを務めていたが、その後イアン・ホーグランド（元ヨーロッパ）に交替し、ボーナス・トラック用にディープ・パープル時代の曲のセルフ・カヴァー2曲が録音された。
ヒューズは本来ボーカリスト兼ベーシストとして活動してきたが、本作およびライヴ・アルバム『バーニング・ジャパン・ライヴ』ではボーカルに専念し、2000年のインタビューでは「ベースを持たずに激しく動き回ることを楽しんだのさ」と振り返っている。

## 反響・評価
スウェーデンでは1994年2月4日付のアルバム・チャートで初登場11位となり、3週連続でトップ40入りした。日本盤は2月23日に発売され、オリコンチャートでは3週トップ100入りして、最高32位を記録した。『CDジャーナル』のミニ・レビューでは「バックがヨーロッパの元メンバーらのためか、情緒性過多のハード・ロック仕上がり」と評されている。

## 収録曲
1. ピッキン・アップ・ザ・ピーシズ - "Pickin' Up the Pieces" (Glenn Hughes, Bruce Gowdy) - 4:17
2. レイ・マイ・ボディ・ダウン - "Lay My Body Down" (G. Hughes, Thomas Larsson) - 4:42
3. ジ・オンリー・ワン - "The Only One" (G. Hughes, Eric Bojfeldt) - 4:38
4. ホワイ・ドント・ユー・ステイ - "Why Don't You Stay" (G. Hughes, Richard Baker) - 4:24
5. ウォーキン・オン・ザ・ウォーター - "Walkin' on the Water" (G. Hughes, B. Gowdy) - 4:33
6. ザ・ライアー - "The Liar" (G. Hughes, Jean Beauvoir) - 4:33
7. イントゥ・ザ・ヴォイド - "Into the Void" (G. Hughes, E. Bojfeldt, Mic Michaeli) - 6:23
8. ユー・ワー・オールウェイズ・ゼア - "You Were Always There" (G. Hughes, Pat Thrall) - 4:48
9. イフ・ユー・ドント・ウォント・ミー・トゥ - "If You Don't Want Me To (Allyson's Song)" (G. Hughes, Jens Johansson, Per Stadin) - 5:14
10. デヴィル・イン・ユー - "Devil in You" (G. Hughes, P. Thrall) - 4:00
11. ホームランド - "Homeland" (G. Hughes, Mel Galley) - 4:42
12. フロム・ナウ・オン - "From Now On..." (G. Hughes) - 5:05

### 日本盤ボーナス・トラック
1. 紫の炎 - "Burn" (Ritchie Blackmore, David Coverdale, G. Hughes, Jon Lord, Ian Paice) - 6:15
2. キープ・オン・ムーヴィング - "You Keep On Moving" (D. Coverdale, G. Hughes) - 6:26

## 参加ミュージシャン
- グレン・ヒューズ - ボーカル
- トーマス・ラーション - ギター
- エリック・ボーイフェルト - ギター
- ミック・ミカエリ（英語版） - キーボード、バックグラウンド・ボーカル
- ジョン・レヴィン - ベース
- ヘンポ・ヒルデン - ドラムス
- イアン・ホーグランド（英語版） - ドラムス（ボーナス・トラックのみ）
- メイヤ - バックグラウンド・ボーカル(on #9)